# Adessivus
Adessivus – przypadek w językach aglutynacyjnych i fleksyjnych oznaczający przebywanie desygnatu na powierzchni pewnego określonego obiektu. Występuje w językach ugrofińskich, zwłaszcza w fińskim. 

## Język fiński
Końcówką adessywu w języku fińskim jest -lla lub -llä. Wybór końcówki zależy od harmonii samogłosek. Ta sama końcówka obowiązuje w liczbie mnogiej. Przypadek podlega zjawisku wymiany stóp i w większości końcówka przypadka występuje, gdy rdzeń przyjmuje stopę słabą, np.:
- pöytä (stół) – pöydällä (na stole)
- Tampere (miejscowość) – Tampereella (w Tampere); He asuvat Tampereella (Oni mieszkają w Tampere)

Adessivus oddaje również relacje dzierżawcze (przy braku czasownika „mieć”), np. Minulla on kissa (Mam kota; dosł. „Na mnie jest kot”).